# Schachtsumpf
Mit Schachtsumpf bezeichnet man im Bergbau den Teil des Schachtes, der unterhalb der tiefsten Sohle liegt. Der Schachtsumpf ist der tiefste Punkt des Schachtes.

## Aufbau
Im Schachtsumpf befindet sich die sogenannte Kehrholzstation, auch Umkehrholz oder Kehrholz genannt. Die Umkehrstation ist erforderlich, um das Verdrallen der Unterseile zu verhindern. Die erforderliche Tiefe des Schachtsumpfes wird bestimmt von der Höhe des Förderkorbes oder Fördergestelles. Im Schachtsumpf sammelt sich teilweise das anfallende Grubenwasser, das dann mittels Pumpen zur Wasserhaltung gepumpt werden muss. Das Abpumpen des Grubenwassers aus einem vollgelaufenen Schachtsumpf bezeichnet der Bergmann als sümpfen.

## Aufgaben
Außerdem dient der Schachtsumpf zur Aufnahme des Rieselgutes aus der Schachtförderung, das Rieselgut muss regelmäßig bei Bedarf entfernt werden. Hierzu wird ein Gefäß (Förderkübel, Förderwagen) mittels einer Seilkonstruktion unter dem Förderkorb befestigt und in den Schachtsumpf gefahren. Dort wird er dann von Bergleuten manuell befüllt und auf einer Zwischensohle wieder entleert. Bei einigen Schächten befindet sich am untersten Punkt des Schachtsumpfes eine sogenannte Unterfahrungssohle. Von dieser Sohle aus kann der Schachtsumpf direkt erreicht werden. Meistens befindet sich darin dann ein Schrapper, mit dem der Sumpf gesäubert werden kann, dies macht dann den aufwendigen Vorgang der manuellen Rieselgutentfernung überflüssig.